# Kapitalskuld
Kapitalskuld är den ursprungliga skulden på ett lån eller en faktura.

## Beskrivning
Vid tecknande av ett lån är det belopp som lånas kapitalskulden. Vid köp på faktura är det ursprungliga belopp som ska betalas kapitalskulden. Skulden kan påverkas i form av räntor och avgifter men dessa ingår inte i den ursprungliga kapitalskulden.